# Ermita de Sant Jordi (el Puig)
L'ermita de Sant Jordi és un temple situat al municipi del Puig. És un Bé de Rellevància Local, amb identificador número 46.13.204-003.

## Història
Se situa al lloc on va produir-se la Batalla del Puig l'any 1237 i està dedicada a la figura de sant Jordi.
Va ser construïda el 1631. L'any 1926 l'ajuntament de València va iniciar-ne la restauració, que va ser inaugurada el 9 d'octubre de 1927 amb una cerimònia religiosa i una processó cívica fins a l'ermita, que es repeteix cada any.

## Descripció
L'indret en el qual es troba l'ermita té un clar interés paisatgístic, amb arbres monumentals i zones enjardinades.
Hi ha mosaics al·legòrics a l'interior de l'ermita de la Batalla del Puig i una creu recordant els caiguts en el combat.